# Каразюк
Каразю́к — аул в Нововаршавском районе Омской области России. Входит в состав Победовского сельского поселения.

## Население
| 2010 |
| ---- |
| 410  |

## Инфраструктура
Главной улицей села является улица Новая, расположенная перпендикулярно подъездной автодороге. В переулке Школьный находится здание МКОУ «Каразюкская ООШ», Магазин, ФАП, Дом культуры. В переулке Воинской славы расположено медресе, мечеть, хоккейная коробка.